# Ernst Barlach
Ernst Barlach (Wedel, 2 gennaio 1870 – Rostock, 24 ottobre 1938) è stato uno scultore e scrittore tedesco, appartenente al movimento espressionista.

## Biografia

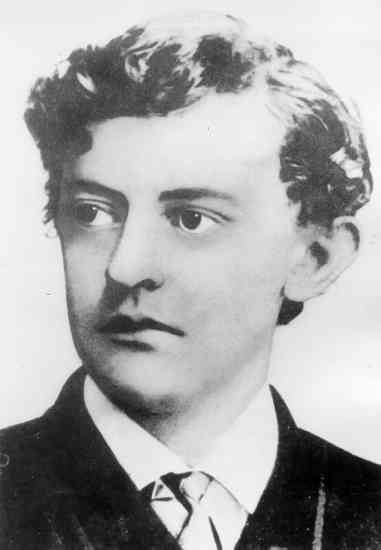
Ernst Barlach da giovane

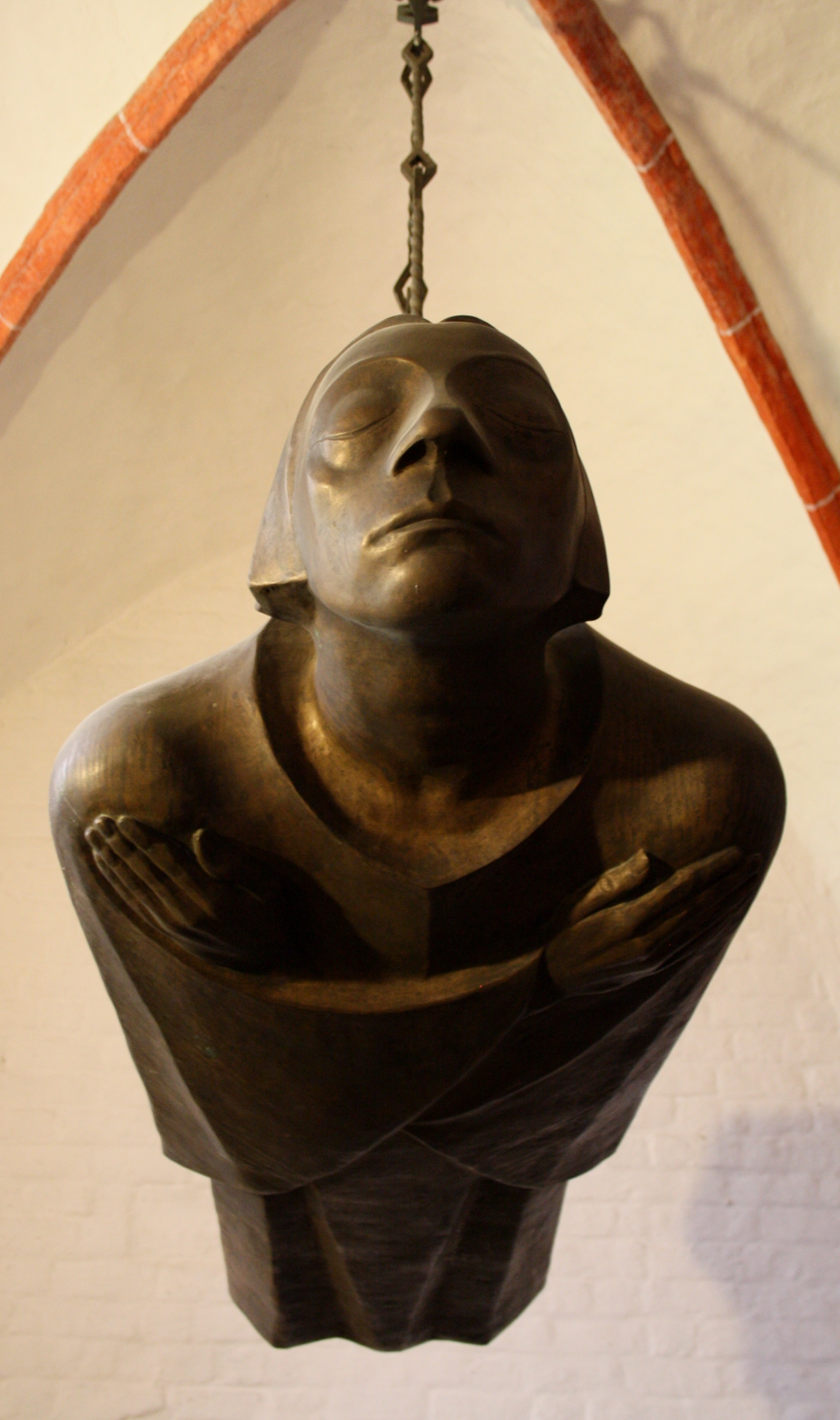
Angelo galleggiante nel Güstrower Dom

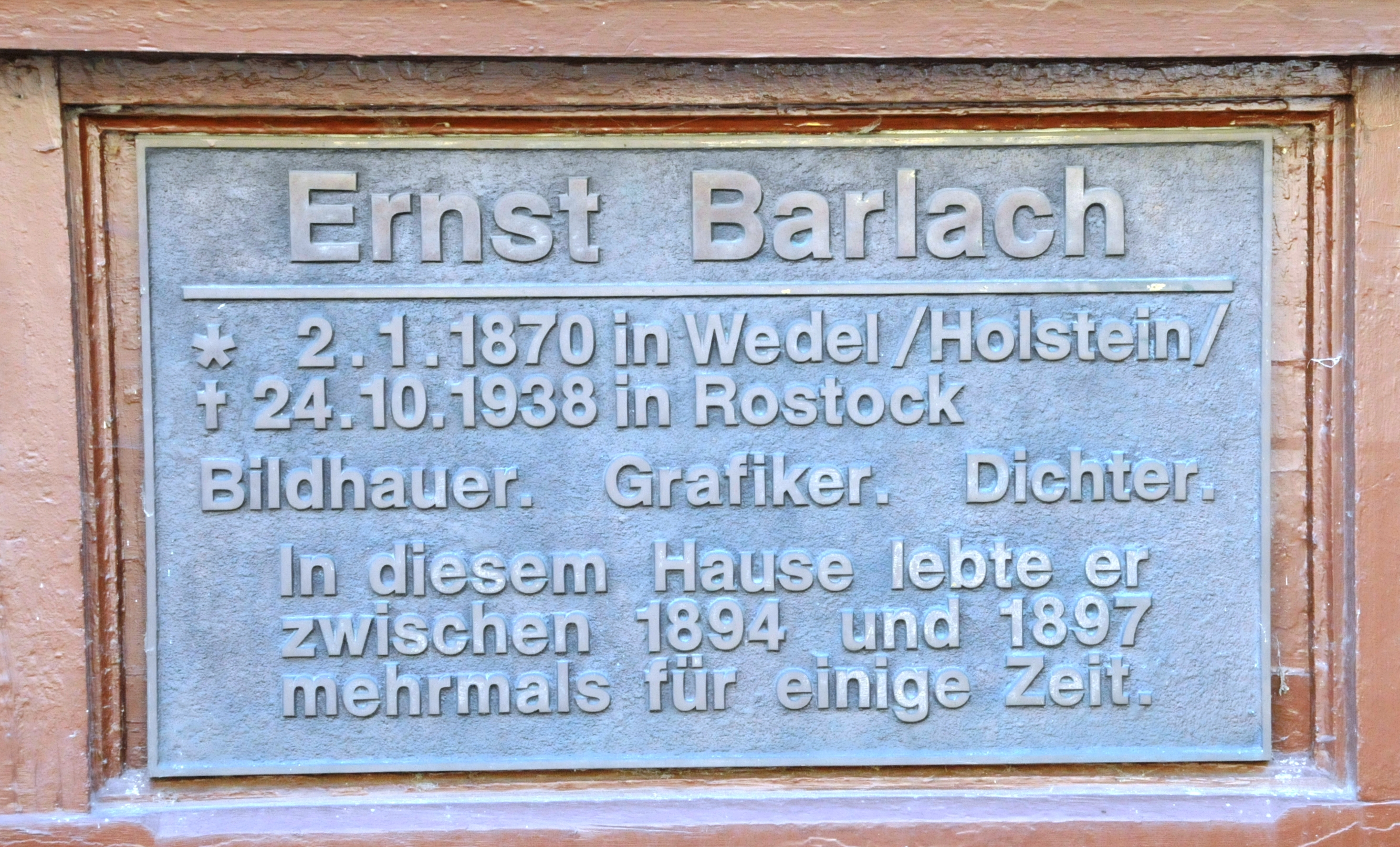
Targa commemorativa a Friedrichroda

Barlach nacque a Wedel nella Germania settentrionale, il più anziano di quattro figli della coppia formata da Johanna Luise Barlach e dal dottore Georg Barlach.
Frequentò i primi corsi di studio a Ratzeburg. Restò orfano di padre durante questo periodo, nel 1884.
Barlach successivamente si trasferì ad Amburgo nel 1888 per proseguire gli studi presso la Scuola delle arti e dei mestieri. Dopo tre anni entrò all'Accademia di Dresda (Königlichen Akademie der bildenden Künste zu Dresden) allievo di Robert Diez. Proprio in questo periodo realizzò una delle sue migliori sculture intitolata Die Krautpflückerin. Nel 1895 perfezionò le sue conoscenze alla Académie Julian parigina, anche se restò scettico di fronte alla tendenza dilagante all'epoca di imitare gli artisti francesi. In questi anni, volse la sua attenzione verso Van Gogh e subì l'influenza dello Jugendstil e quindi dell'Art Nouveau.
Per cinque anni a partire dal 1897 collaborò come disegnatore con la rivista Jugend e intraprese la carriera di insegnante di ceramica.
A causa della alterne fortune commerciali ed a scopo formativo si spostò in Russia nel 1906, dove risentì del fascino delle tendenze artistiche locali, che finirono con l'esaltare maggiormente il fondo simbolista, ed espressionista di Barlach. Da questo momento si inserirono nelle sue opere, tematiche riguardanti i contadini, i poveri, il misticismo popolare, la solidarietà, la religiosità arcaica. Altri elementi caratterizzanti i contenuti delle sue opere risultarono il Medioevo tedesco e l'arte gotica.Anche lo stile Romanico può essere considerato centrale nella definizione dello stile di Barlach, soprattutto per la compattezza delle figure, che non interagiscono con lo spazio circostante, ma si offrono ad una vista frontale, come se fossero inserite in nicchie architettoniche. 
Nel 1909 soggiornò per dieci mesi in Italia, a Firenze, dove restò attratto soprattutto da Giotto e dalle plastiche di Arnolfo di Cambio.
Dopo un breve periodo di entusiasmo per la guerra, già durante la prima guerra mondiale, l'artista riprese la sua linea pacifista.
La popolarità di Barlach si accrebbe nel dopoguerra al punto da consentirgli di entrare nella prestigiosa Accademia di Prussia (1919) e in quella di Monaco di Baviera nel 1925.
In questi anni proseguì anche la sua intensa attività letteraria, tanto apprezzata quanto premiata, basti pensare al Kleist Prize ricevuto per il dramma intitolato Die Sündflut (1924), nel quale l'autore proiettò il suo personale misticismo e al dramma espressionista Der blaue Boll, che introdusse il lettore in vicende torbide risolte con una fioritura spirituale dei protagonisti.
A causa della sua posizione pacifista, il regime nazista decise di metterlo al bando ed attuò la confisca o la distruzione dei suoi lavori. Nel 1938, anno della morte dell'artista, ben trecentottantuno delle sue opere furono sequestrate. 
Oltre alle sue sculture singole o a gruppi realizzate soprattutto in legno, Barlach produsse otto drammi espressionisti, due novelle e una autobiografia.
L'arte di Barlach evidenziò una predilezione per le forme squadrate e le linee stilizzate, capaci di esasperare il punto d'incontro fra l'ascetismo medioevale e le regole cubiste.

## Opere principali
- 1907 Pastore della steppa
- 1908 Donna seduta
- 1911 Donne che cantano
- 1912 Terror panico
- 1913 I derelitti
- 1917 Ragazza infreddolita
- 1917 Il giorno della morte (dramma)
- 1919 Il cugino povero (dramma)
- 1920 Il fuggitivo
- 1923 Donna che piange
- 1924 Il sangue (dramma)
- 1925 La morte
- 1928 L'uomo che canta
- 1928 Il fantasma guerriero
- 1934 Fregio di figure in ascolto (dedicato ai caduti della prima guerra mondiale)

Galleria
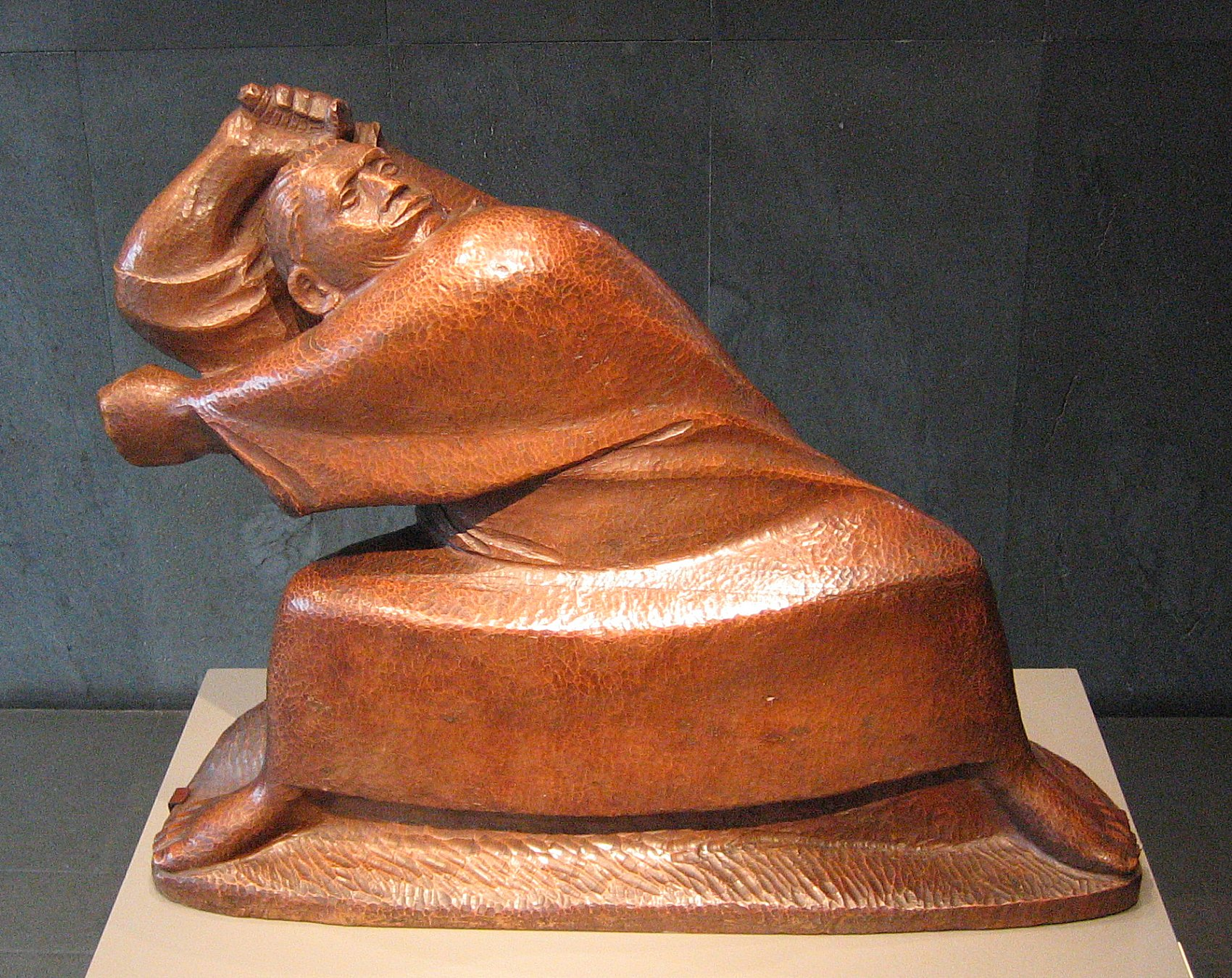
L'energumeno (Der Berserker, 1910)
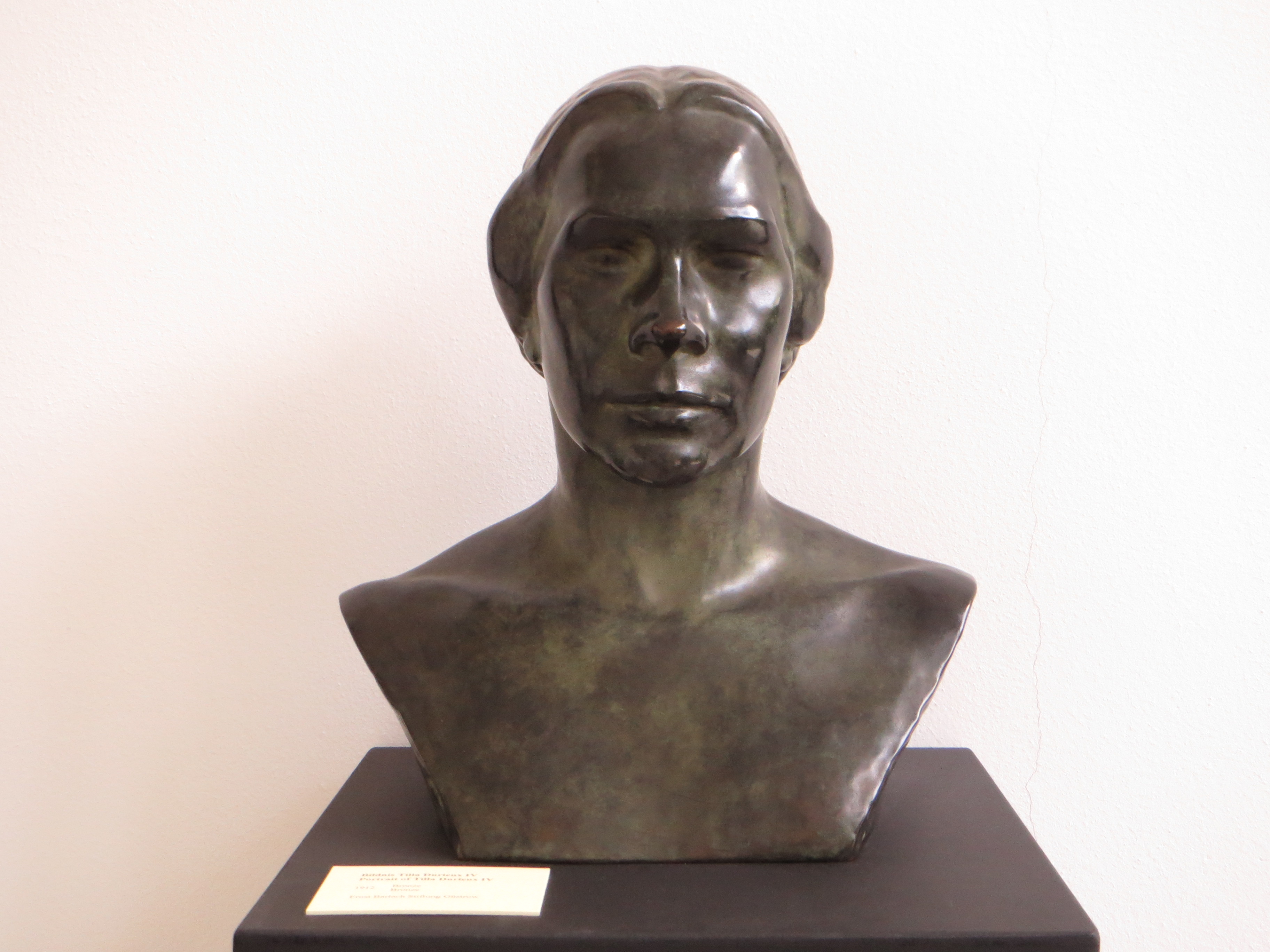
Tilla Durieux, G%C3%BCstrow

- Il fuggitivo (Der Flüchtling, 1920)
- Tilla Durieux, Güstrow
- Ragazza infreddolita (Frierendes Mädchen, 1917)
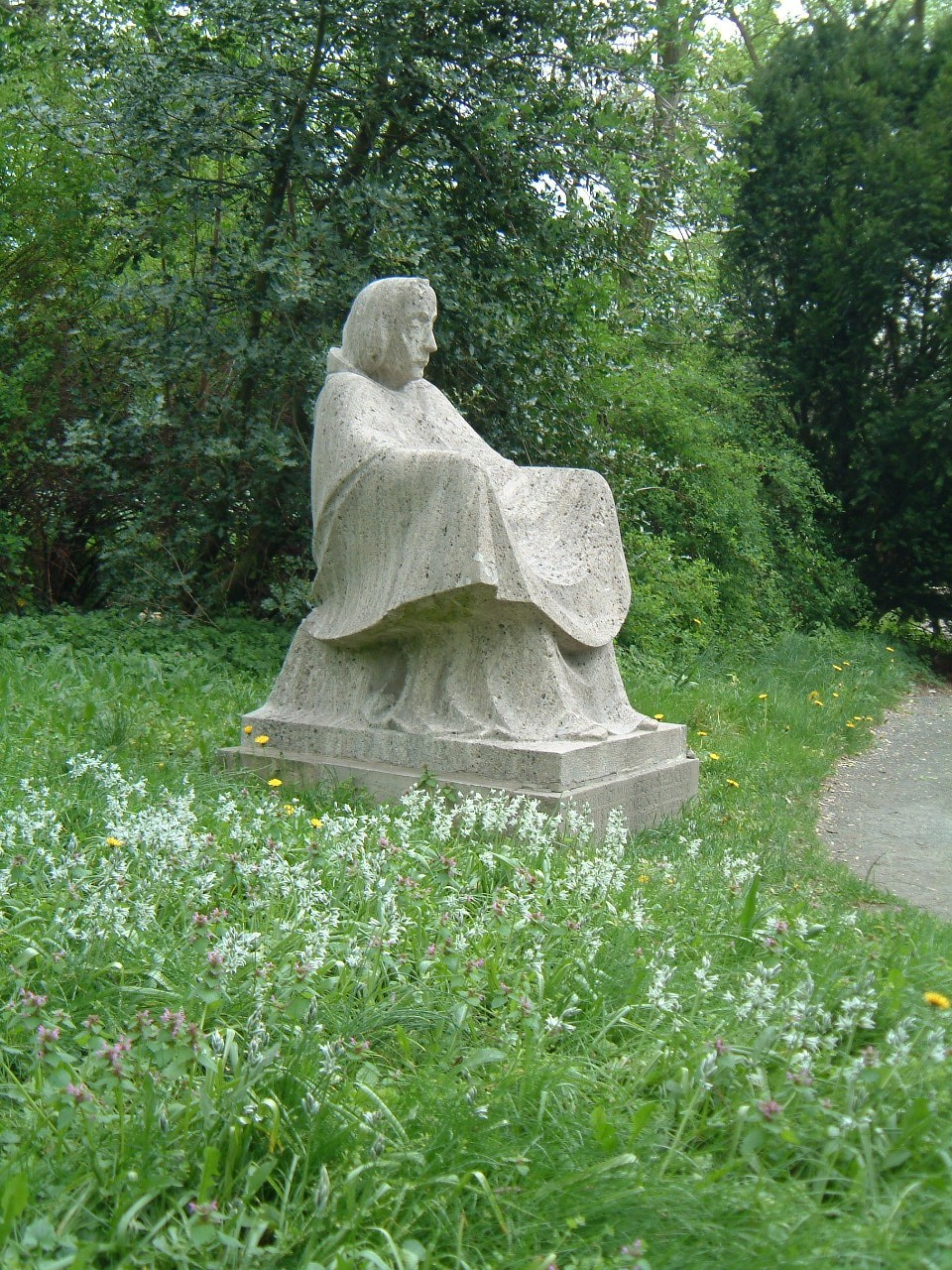
Madre Terra (Mutter Erde, 1920) Güstrow
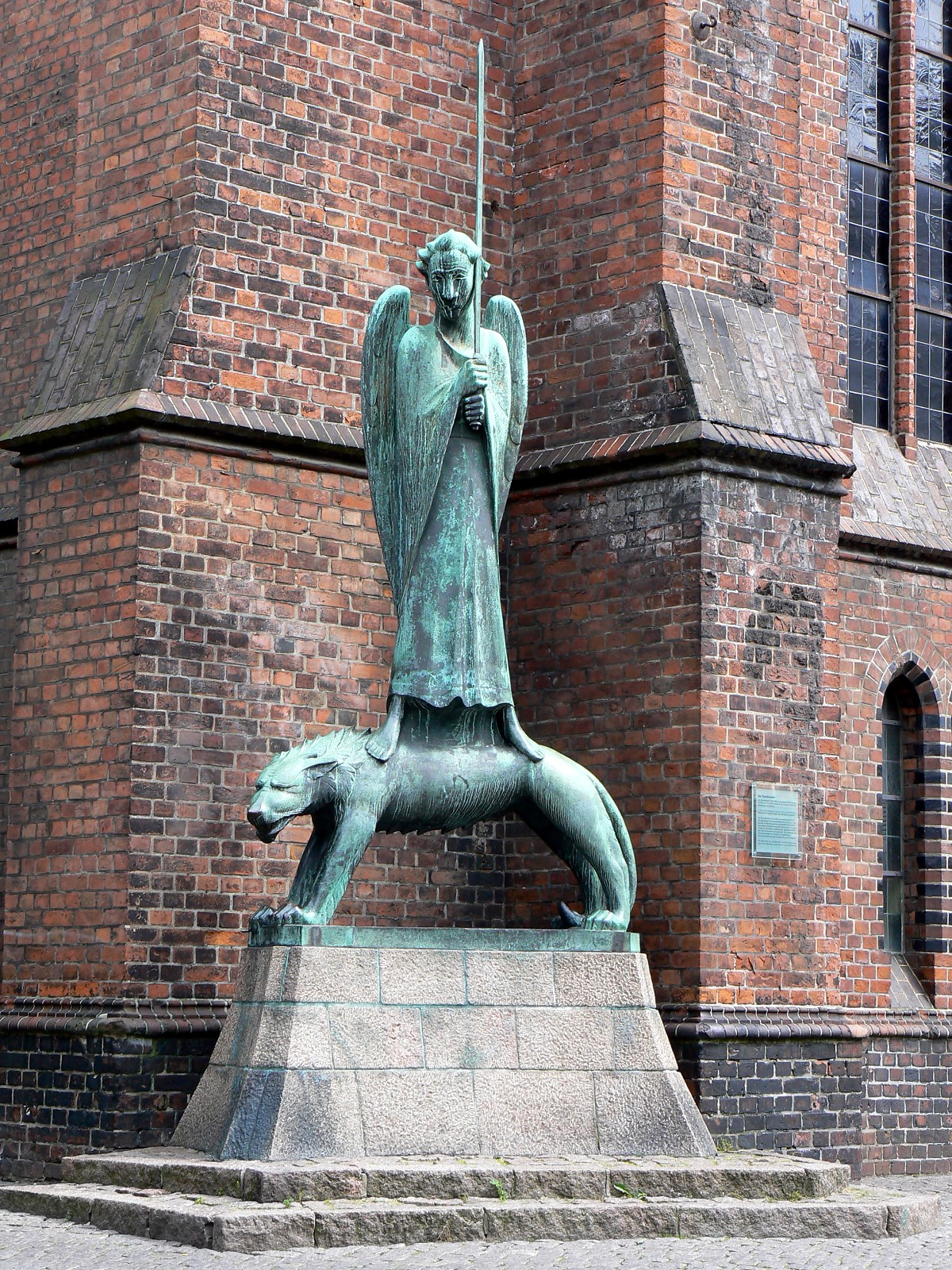
Lottatore dello Spirito a Kiel (Der Geisteskämpfer, 1928)
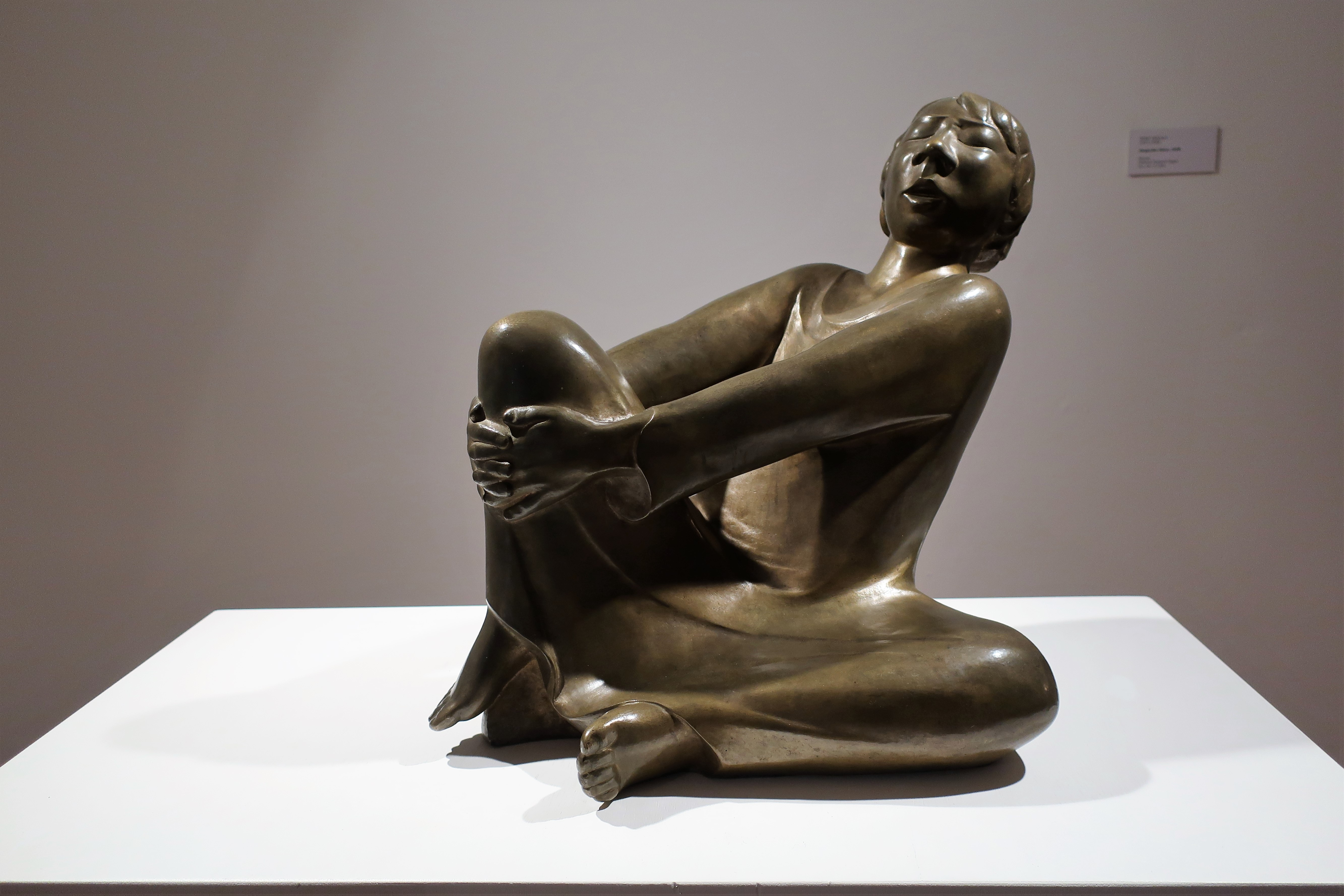
L'uomo che canta (Der singende Mann, 1928)
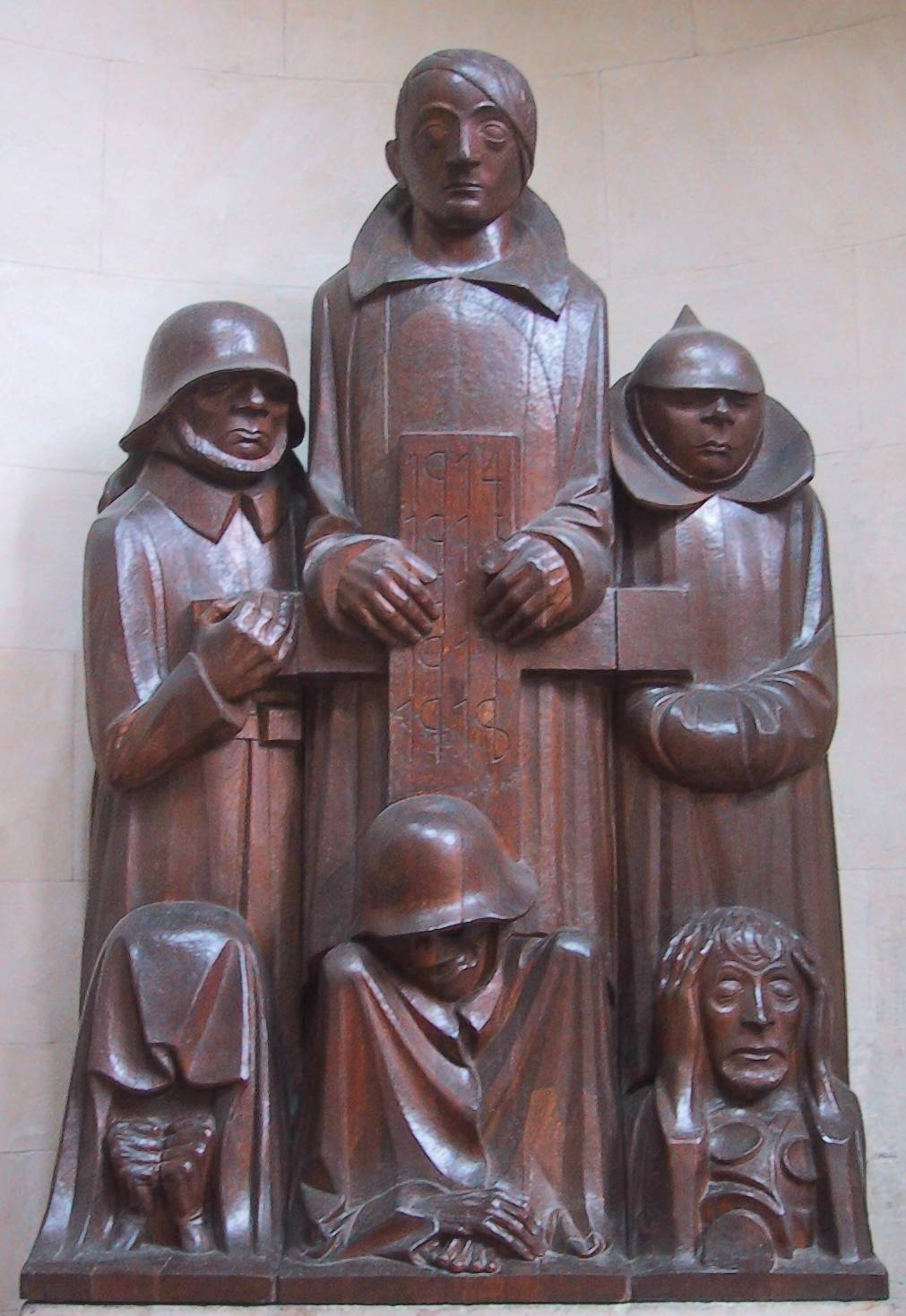
Monumento a Magdeburgo (Magdeburger Ehrenmal,1928/1929)
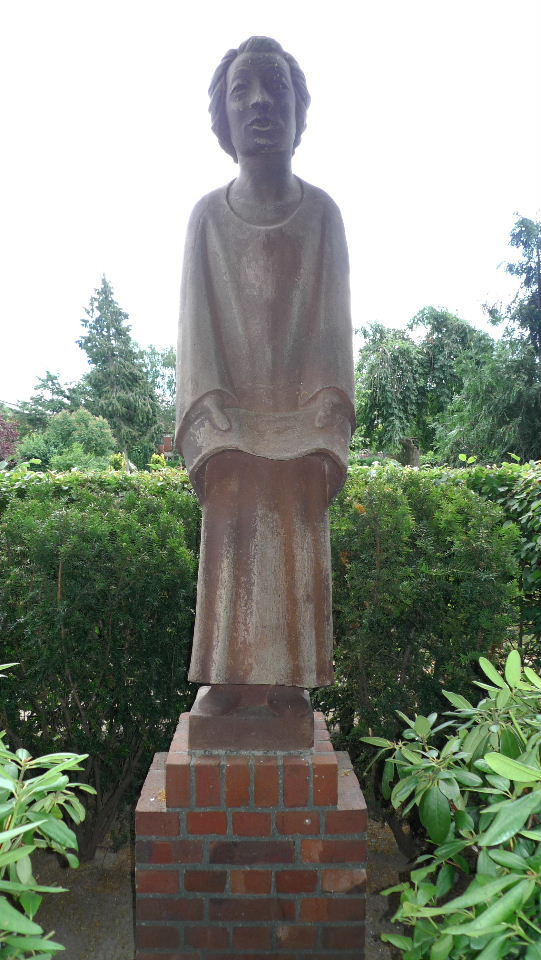
L'educado che canta (Der singende Klosterschüler, 1931) – tomba di Barlach, Ratzeburg